# Simon Channing-Williams
Simon Channing Williams (10 de junio de 1945 – Cornwall, 11 de abril de 2009) fue un productor de cine británico. 

## Biografía
Después de haber trabajado como ayudante de producción y productor de televisión en la década de los 70 y principios de los 80, Mike Leigh y él crearon la compañía Thin Man Films en 1988. Su compañía produjo todas las películas de Mike Leigh desde entonces, entre ellas las premiadas Topsy-Turvy, Vera Drake y Secretos y mentiras.
Además de su colaboración con Mike Leigh, también produjo otras películas como New Year's Day en 1999, el primer film de Nick Love Goodbye Charlie Bright en 2000 y, ese mismo año, creó la productora Potboiler Productions con Gail Egan (que también trabaja en estrecha colaboración con Mike Leigh y ha estado involucrado en la producción de varias de sus películas). A través de Through Potboiler, Channing Williams produjo La leyenda de Nicholas Nickleby de Douglas McGrath y El jardinero fiel de Fernando Meirelles.
Simon Channing Williams murió a los 63 años el 11 de abril de 2009 en Cornwall, cinco años después de haberle diagnosticado un cáncer. Leigh le rindió homenaje, diciendo: "Su gran frase fue 'sigamos adelante con las cosas' y hasta casi el final siguió trabajando. Fue un gran hombre extraordinario y lo extrañaremos universalmente." Leigh le dedicó su película de 2010 Another Year.
Después de la muerte de Channing Williams, Mike Leigh comenzó a colaborar con el productor Georgina Lowe, que compró en 2011 la mitad de Thin Man Films del fallecido. El hombre más buscado (A Most Wanted Man) de Anton Corbijn también le dedicó la película en los créditos.

## Premios y distinciones
Premios Óscar
| Año  | Categoría      | Película            | Resultado |
| ---- | -------------- | ------------------- | --------- |
| 1997 | Mejor película | Secretos y mentiras | Nominado  |